# Luigi Spazzapan
Luigi Spazzapan (en slovène : Lojze Špacapan), né le 18 avril 1889 à Gradisca d'Isonzo – mort le 18 février 1958 à Turin, est un peintre italien de langue slovène. Il est un des plus importants représentants de l’art abstrait en Italie dans l'entre-deux-guerres.

## Biographie
En 1920, Luigi Spazzapan enseigne les mathématiques à Idrija, en Slovénie. Parmi ses élèves figure Milko Bambič, futur auteur de la première bande dessinée en slovène. Puis il quitte l’enseignement pour se consacrer à sa passion : la peinture.
En 1923, à Padoue, il prend part à une exposition du groupe futuriste fondé par les artistes George Carmelich, Sophronius Pocarini et Mirko Vucetich.
Son apprentissage artistique s’est effectué grâce à des voyages qu’il a entrepris dans sa jeunesse vers les principaux centres d’art, notamment Munich avec Vassily Kandinsky, où il a assimilé les styles Art nouveau, le futurisme, l’expressionnisme et l’art abstrait.
Luigi Spazzapan a été inhumé au cimetière monumental de Turin.

## À noter
La galerie régionale d’art contemporain située dans sa ville natale porte son nom.